# Сірчиста нафта
Нафта сірчиста (рос. нефть сернистая; англ. sulfur- bearing crude[oil]; нім. schwefelhaltiges Erdöl n) — нафта з вмістом сірки від 0,51 до 2 %. При цьому бензинова фракція — не більше 0,10 %, реактивнопаливна — не більше 0,25 %, дизельна — не більше 1,0 %.

## Високосірчиста нафта
Високосірчиста нафта (рос. нефть высокосернистая; англ. sour crude, sour oil, нім. hochschwefelhaltiges Erdöl n) — нафта із вмістом сірки понад 2 %.
Вміст сірки в дистилятах з цієї нафти складає: в бензиновому — більше 0,1 %; реактивнопаливному — більше 0,25 %, дизельному — більше 1,0 %.
Протилежне — малосірчиста нафта

## Малосірчиста нафта
Малосірчиста нафта (рос. нефть малосернистая; англ. low-sulphur oil; н. нім. schwefelarmes (schwach schwefelhaltiges) Erdöl n — нафта з вмістом сірки до 0,5 %. При цьому бензинова і реактівнопаливна фракції — не більше 0,1 %, дизельна — не більше 0,2 %.
Протилежне — високосірчиста нафта.